# Dominique de Villepin
Dominique Marie François René Galouzeau de Villepin (Rabat, 1953. november 14. –) francia politikus, diplomata, jogász, író, az Ötödik Francia Köztársaság 18. miniszterelnöke.

## Származása
Nagypolgári családban született. Felmenői között magas rangú állami hivatalnokok, katonatisztek, a francia szenátus tagjai, diplomaták, vállalati igazgatók találhatók. Tizennyolc családtagját tüntették ki a Francia Becsületrenddel, közülük tizenhatan katonai érdemeikért viselhették a kitüntetést. Apja, Xavier Galouzeau de Villepin diplomata és a francia szenátus tagja hosszú éveket töltött külföldön (Algéria, Marokkó, Amerikai Egyesült Államok, Venezuela).

## Pályafutása
Dominique de Villepin 1968-ban tért vissza Franciaországba. Toulouse-ban érettségizett, majd a Panthéon-Assas Egyetemen tanult jogot. Ezt követően az Institut d’études politiques és az École nationale d’administration intézményekben szerzett diplomát.
1993-ban Alain Juppé külügyminiszter kabinetjének igazgatójává nevezték ki Édouard Balladur kormányzása idején. Ekkor került Villepin közeli kapcsolatba Jacques Chirac-kal. 1995-ben Chirac elnöksége kezdetén a köztársasági elnöki hivatal vezetője lett.
2002 és 2004 között a külügyminiszteri posztot töltötte be Jean-Pierre Raffarin kormányában. 2003. február 14-én az ENSZ Biztonsági Tanácsában nagy feltűnést keltett és megtapsolt beszédében kifejtette, hogy Franciaország ellenzi az iraki háborút. Mondanivalóját a következő gondolatokkal fejezte be: „És ezt Franciaország, a vén Európa ősi országa üzeni ma Önöknek, az az ország, amely háborúkat élt át, megszállást és barbárságot. Ez az ország nem felejti el és tudja, hogy mivel tartozik az Amerikából és máshonnan érkezett szabadságharcosoknak. Ez az ország kiállta a történelem viharait...Elveihez hűen együtt akar működni a nemzetközi közösség tagjaival, és hisz abban, hogy jobb világot tudunk közösen teremteni.”
2004-ben Jacques Chirac belügy- és belbiztonsági miniszterré nevezte ki Raffarin kormányában. 2005 májusáig maradt hivatalban.
Az európai alkotmány tervezetét elutasította a francia szavazók többsége a népszavazáson. Raffarin lemondott, helyére Chirac elnök Villepint nevezte ki. Georges Pompidou és Raymond Barre mellett ő volt a harmadik miniszterelnök, aki soha nem volt parlamenti képviselő. De Villepinnek, a magas rangú kormánytisztviselőnek a legitimitását és cselekvési szabadságát a köztársasági elnök bizalma biztosította. Kormányfői kinevezésével párhuzamosan Nicolas Sarkozy került a kormány egyetlen államminiszteri posztjára. A két politikus rivalizálása külön feladatot jelentett a belügyminiszter számára. Villepin kormányzási módszerét a transzparencia, a nyíltság, az áttekinthetőség jellemezte. Tematikus sajtókonferenciákat tartott rendszeresen a miniszterelnöki hivatalban az érintett tárcák miniszterei számára. 2005. június 8-i beszédének fő témái a munkahelyek teremtése, az államháztartási deficit csökkentése, a nemzeti szolidaritás, a gazdasági kezdeményezés, a rasszizmus elleni harc, az esélyegyenlőség tiszteletben tartása voltak. A munkaszerződésekkel kapcsolatos reformja masszív ellenállásba ütközött, és külvárosi zavargásokhoz vezetett. Szükségállapotot hirdetett és 2005 decemberében törvényt szavaztatott meg a visszaeső bűnözők büntetésére vonatkozóan.
2005. december 6-án a Francia Köztársaság Nemzeti Érdemrendjének nagykeresztjével tüntették ki.
2007. május 15-én lemondott, egy nappal Nicolas Sarkozy elnöki beiktatása előtt. Júliusban azzal gyanúsították, hogy titokban utasítást adott Nicolas Sarkozy elmozdítására. Vád alá helyezték rágalmazásért, bizalommal való visszaélésért és hamisításért. 2004 májusában és júniusában névtelen levél hozta le azoknak a politikusoknak és gyáriparosoknak a nevét, akik állítólag tiltott jutalékot kaptak a Clearstream International S.A. luxemburgi székhelyén vezetett bankszámlájukra. A csúszópénzek az 1991-ben Taivanal megkötött fregatt-üzlethez kötődtek. 2010-ben felmentették Villepint, bebizonyosodott ártatlansága.
2008 óta üzleti jogászként dolgozik. Nem szakadt el a politikától, 2010-ben létrehozta a République solidaire nevű pártot.

## Írásai
- 1986-ban és 1988-ban verseskötetei jelentek meg
- Les Cent-Jours ou l'esprit de sacrifice, 2001 (Napóleon száz napos uralmát bemutató könyv elnyerte a Napóleon-alapítvány nagydíját, valamint a Nagykövetek díját)
- Le cri de la gargouille, 2002 (esszé)
- Éloge des voleurs de feu, 2003 (esszé)
- Un autre monde, 2003. Beszédek, felszólalások gyűjteménye, az angol nyelvű kiadás címe: Toward a new world: speeches, essays, and interviews on the war in Iraq, the UN, and the changing face of Europe
- Naissance et mort des empires, 2004 (társszerző)
- Le requin et la mouette, 2004 (esszé)
- Histoire de la diplomatie française, 2005 (társszerző)
- L'Homme européen, Jorge Semprúnnal közösen, 2005 (esszé)
- Le soleil noir de la puissance, 1796–1807, 2007
- Hôtel de l'Insomnie, 2008 (esszé)
- La chute ou l'Empire de la solitude, 1807–1814, 2008
- La cité des hommes, 2009 (esszé)
- Le dernier témoin, 2009 (regény)
- De l'esprit de cour, 2010 (esszé)
- Notre vieux pays, 2011
- Seul le devoir nous rendra Libres, 2012

## Kapcsolódó szócikk
- Franciaország miniszterelnökeinek listája